# Imperialismus
Als Imperialismus (von lateinisch imperare ‚herrschen‘; imperium ‚Weltreich‘; etwa bei Imperium Romanum) bezeichnet man das Bestreben eines Staatswesens bzw. seiner politischen Führung, in anderen Ländern oder bei anderen Völkern politischen und wirtschaftlichen Einfluss zu erlangen, bis hin zu deren Unterwerfung und zur Eingliederung in den eigenen Machtbereich. Typischerweise geht das damit einher, eine ungleiche wirtschaftliche, kulturelle oder territoriale Beziehung aufzubauen und aufrechtzuerhalten.
Der Begriff als solcher wurde im 16. Jahrhundert geprägt und galt damals als Negativbezeichnung für eine im Gegensatz zum Rechtsstaat auf Militärmacht und Despotie basierende Herrschaft. Als eigentliches Zeitalter des Imperialismus gilt das späte 19. Jahrhundert, wozu auch die verschiedenen marxistischen Imperialismustheorien beitrugen. Im Nachhinein wurde Imperialismus auch für eine Reihe von antiken Großreichen angenommen.
Der Begriff Imperialismus umfasst mehr als Kolonialismus und muss deshalb vor allem von Kolonisierung getrennt werden. Edward Said sieht beim Imperialismus „die Praxis, Theorie und die Benehmensregeln eines dominierenden städtischen Zentrums gegenüber einem regierten fernen Territorium“, der Provinz. Said zufolge sei Kolonisierung nicht mehr als die Besiedlung entfernter Länder. Robert J. C. Young stimmt dem insoweit zu, als Imperialismus aus dem Zentrum operiere, als staatliche Politik, während Kolonisierung nicht mehr als Siedlungs- oder Wirtschaftsentwicklung bedeute.
Von der bewussten Politik der Machtprojektion und der Erweiterung von Regierungsgewalt auf verschiedene Territorien ist der weiter gefasste Begriff des Kulturimperialismus zu unterscheiden, wie auch der der kulturellen Hegemonie im Sinne Antonio Gramscis.

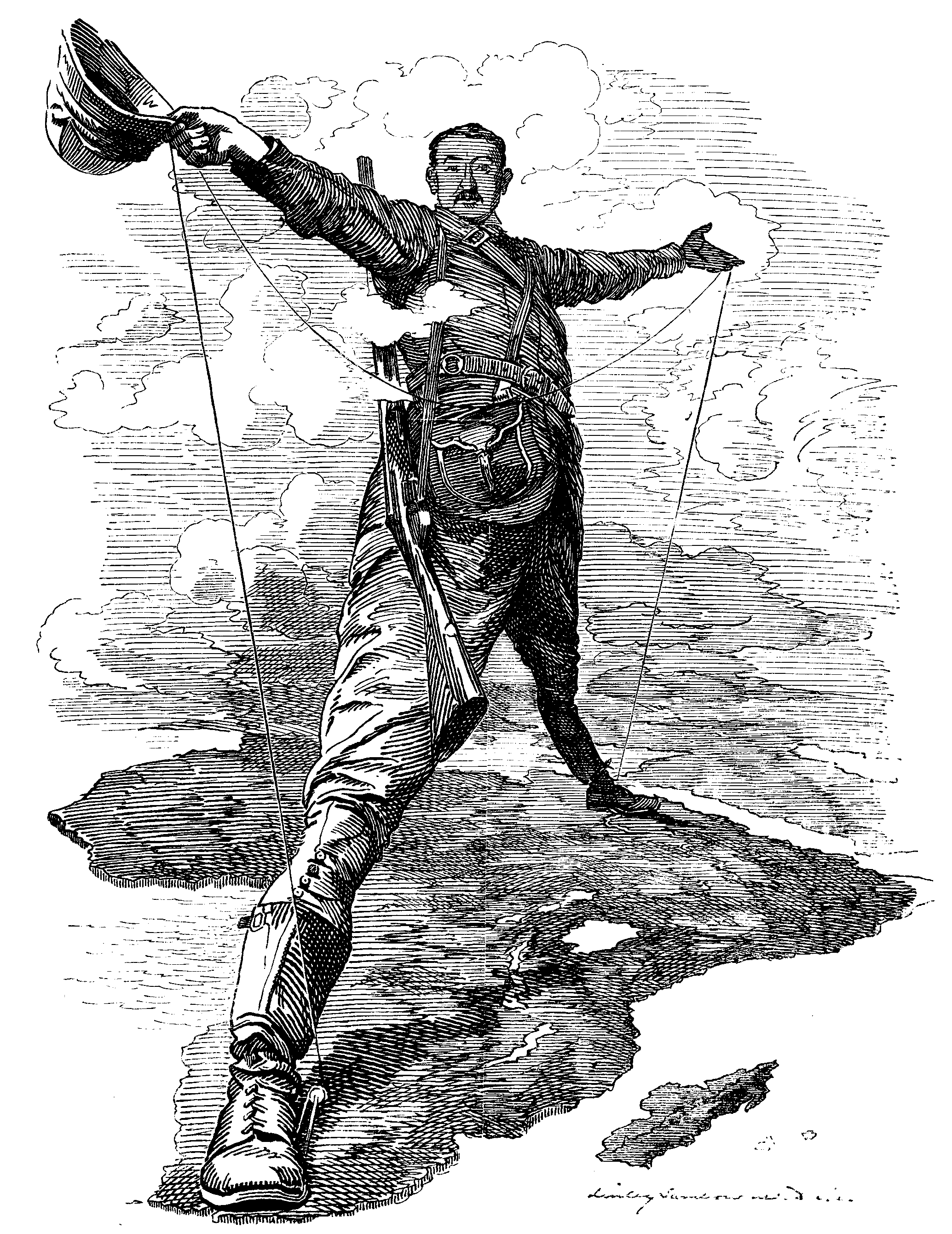
The Rhodes Colossus, Karikatur von Edward Linley Sambourne zum Kap-Kairo-Plan von Cecil Rhodes im Punch, 1892

## Begriffsgeschichte

### Traditionelle Begriffsverwendung
Die Begriffe englisch imperialist und französisch impérialiste entstanden im 16. Jahrhundert: Sie bezeichneten in der Frühen Neuzeit in der Regel Anhänger des römisch-deutschen Kaisers. In diesem Sinne war auch der Begriff Imperialismus bei seinem ersten belegten Auftauchen gemeint: 1791 wurde in Frankreich erstmals die Geisteshaltung von Anhängern des habsburgischen Kaiserhauses als impérialisme bezeichnet. Ab dem Beginn des 19. Jahrhunderts verstand man sowohl im englischen als auch im französischen Sprachraum unter einem Imperialisten einen Parteigänger Napoleons und später einen Befürworter der Herrschaftsansprüche von dessen Familie. Mit dieser Bedeutung taucht 1826 auch im Deutschen das Wort Imperialist auf. Der Begriff fand erst ab der Mitte des 19. Jahrhunderts weite Verbreitung, wofür der Staatsstreich Napoleons III. von 1851 den Anlass bot. In der Folgezeit wurde Imperialismus gewöhnlich etwa im selben Sinn wie Cäsarismus, Napoleonismus und Bonapartismus verwendet. Dabei ging es nicht um territoriales Expansionsstreben, sondern um den Anspruch der Herrscherfamilie, den Staat zu regieren. Daneben war aber schon in der ersten Jahrhunderthälfte vereinzelt ein etwas anderer Sprachgebrauch vorgekommen, bei dem die Vorstellung von militärischem Erfolg und nationaler Größe im Vordergrund stand, die mit dem Namen Napoleon verbunden war. Wer in Frankreich einen so orientierten Nationalismus kultivierte, war ein impérialiste, aber nicht notwendigerweise Bonapartist.
In den 1850er, 1860er und 1870er Jahren zeichnete sich ein langsamer Bedeutungswandel ab. Man verstand unter Imperialismus in erster Linie weiterhin dasselbe wie unter Cäsarismus: die Alleinherrschaft eines Machthabers, der sich nach dem Vorbild Caesars auf militärische Machtmittel und auf sein persönliches Prestige stützt, womit er einen Mangel an verfassungsmäßiger Legitimität verdeckt. Diesen Herrschertypus verkörperte nach damaligem Verständnis Napoleon III. Damit verband sich zunehmend – wiederum in Anknüpfung an das antike römische Muster – die Vorstellung von Expansionstendenz und Streben nach Weltherrschaft. Daher wurde der Begriff Imperialismus nun auch für das Britische Weltreich („Empire“) verwendet, obwohl dort keine Alleinherrschaft im Sinne von Cäsarismus bestand. Allerdings dominierte weiterhin die traditionelle Bedeutung; so äußerte Wilhelm I. im Herbst 1870 nach der Gefangennahme und Absetzung Napoleons III., der „Imperialismus liege zu Boden“, wobei er darunter das Kaisertum im Stil Napoleons III. verstand. Noch 1888 wurde in Meyers Konversations-Lexikon Imperialismus als politischer Zustand definiert, in welchem „nicht das Gesetz, sondern die auf die Militärmacht sich stützende Willkür des Regenten herrscht“.

### Neuere Begriffsverwendungen

#### Begriffswandel

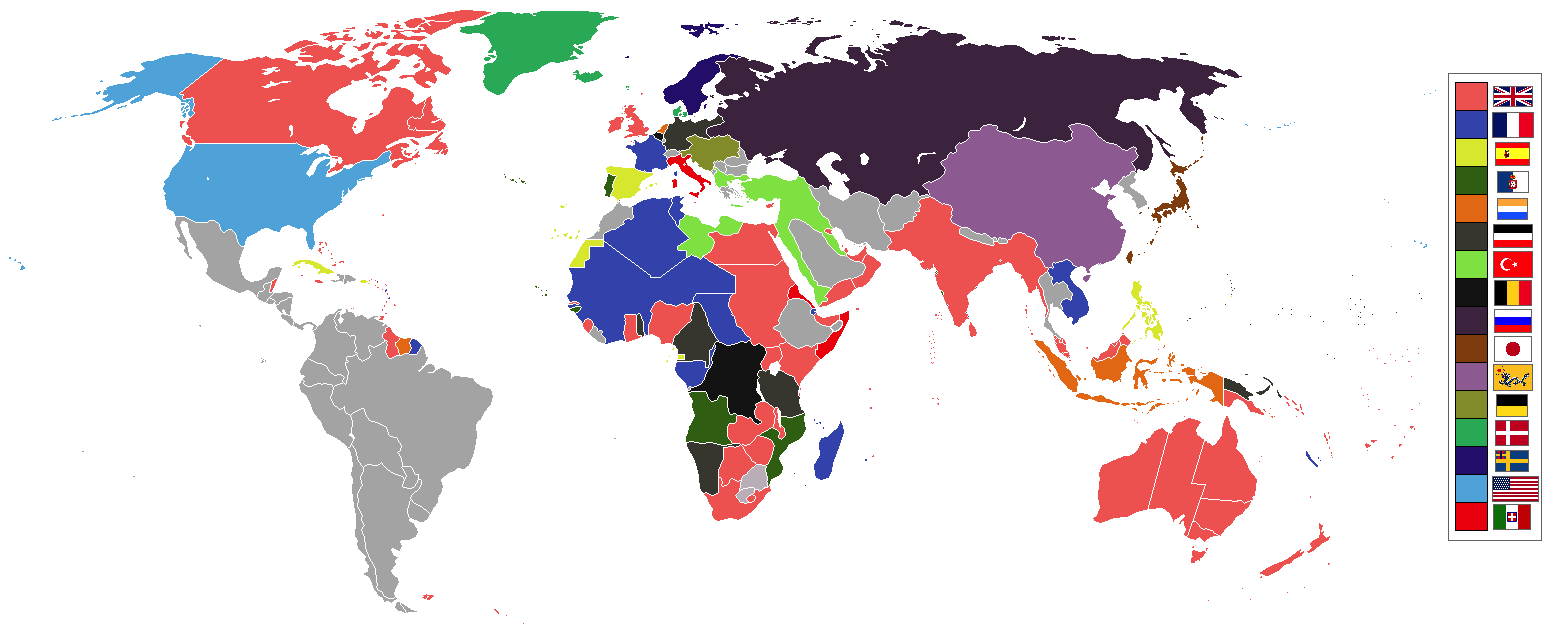
Weltreiche und Kolonien im Jahre 1898

Eine neuere Begriffsverwendung setzte sich zunächst in Großbritannien in den 1870er Jahren durch. Dabei ging es um eine innenpolitische Auseinandersetzung zwischen den Befürwortern einer starken Verknüpfung der überseeischen Gebiete mit dem Mutterland und ihren liberalen Widersachern. Diese, Gegner der Politik des Premierministers Benjamin Disraeli, pflegten die Position der Gegenseite als Imperialismus zu kennzeichnen. Dabei knüpften sie bewusst an die traditionelle negative Konnotation dieses Begriffs in Zusammenhang mit dem in Großbritannien verhassten Bonapartismus an. Ihnen war eine offizielle Weltreichspolitik suspekt, da sie auf bedenkenloser Anwendung militärischer Macht beruhe. Sie befürchteten als Folge der imperialistischen Expansion eine Machtzusammenballung, die eine Mentalität erzeugen könnte, welche eine Schwächung der parlamentarischen Kontrolle und letztlich Despotismus auch in Großbritannien selbst zur Folge hätte.
Die ursprünglich abwertend gemeinten Begriffe Imperialist und Imperialismus wurden bald auch von den Befürwortern der imperialen Machtentfaltung aufgegriffen und als Selbstbezeichnung in positivem Sinn verwendet. Da der Begriff durch die traditionelle negative Konnotation und die Polemik der Kritiker der Expansionspolitik vorbelastet war, sprach man zwecks Abgrenzung von „imperialism in its best sense“ oder „true imperialism“. Dieser neue Sinn des Begriffs bürgerte sich langsam auch in Deutschland als Nebenbedeutung ein; man verstand unter Imperialisten eine bestimmte Strömung in innenpolitischen Auseinandersetzungen Englands.
Die Verwendung des Begriffs Imperialismus im 20. Jahrhundert und in der Gegenwart bezieht sich insbesondere auf die europäische Expansionswelle zwischen 1870 und 1914 und deren Folgen. Das Großmachtstreben der europäischen Mächte führte dann auch zum Ersten Weltkrieg, mit dem das Zeitalter des klassischen Imperialismus endete.
Nach dem Ersten Weltkrieg wurde der Begriff Imperialismus ganz allgemein für Bemühungen benutzt, die – aus ideologisch-missionarischen Gründen – eine Weltherrschaft oder zumindest die Herrschaft über großräumige Gebiete außerhalb des eigenen Staates anstreben. So sprach und spricht man insbesondere vom Sowjet-Imperialismus und vom US-Imperialismus. Zur Abgrenzung vom heutigen Neo-Imperialismus wird mit Blick auf das Zeitalter des Imperialismus heute vom historischen Imperialismus gesprochen.

#### Imperialismustheorien
Im Marxismus wurde der Imperialismus zunächst von Karl Kautsky im Anschluss an Platons Dialog Der Staat als eine bestimmte Politik zur Unterwerfung eines außerhalb des Staates liegenden, agrarischen Territoriums verstanden. Dem widersprach die marxistische Wirtschaftstheorie, die den Imperialismus als besondere Entwicklungsstufe des Kapitalismus beschrieb. Die ältere diesbezügliche Theorie Rosa Luxemburgs ging dabei analytisch von der Sättigung des inneren Marktes, der Eroberung des Weltmarktes und der Konkurrenz um ihn durch die nationalen Kapitale aus. Dagegen ging Wladimir Iljitsch Lenins spätere Imperialismustheorie vom Auftreten bestimmter Erscheinungen (wie dem Verschmelzen von Industrie- und Bankkapital zum Finanzkapital) aus. Lenin sah zudem die monopolistische Phase des Kapitalismus, die er als den Imperialismus kennzeichnend bezeichnete, als dessen höchstes und letztes Stadium überhaupt an. Am Ende seines Lebens sah Lenin allerdings abweichend von seiner früheren Auffassung des Imperialismus in seinem Brief „Zur Frage der Nationalitäten“ die Möglichkeit imperialistischer Beziehungen der sozialistischen Sowjetunion zu anderen Staaten. Während Lenin, Luxemburg und Kautsky den Imperialismus und Kolonialismus als Teil eines Gesamtsystems kapitalistischer Unterdrückung entschieden ablehnten, gab es allerdings auch Gegenstimmen wie jene des niederländischen Sozialdemokraten Henri van Kol, der koloniale Eroberungen außereuropäischer Regionen als „Zivilisationspolitik“ verteidigte. Derartige Ansichten blieben jedoch eine kleine Minderheit innerhalb des Marxismus, theoretisch und politisch prägend waren die imperialismuskritischen Analysen.
Im Gegensatz zur marxistischen Auffassung sah der Ökonom Joseph Schumpeter den Imperialismus nicht als notwendiges Ergebnis der Konkurrenz in einer kapitalistischen Wirtschaftsordnung an. Vielmehr sah er ihn als Ausdruck eines irrationalen Chauvinismus von Oberschichten zur Festigung ihrer Macht. Insofern könne er in allen Stadien der Geschichte und in verschiedenen politischen Systemen vorkommen.
Jawaharlal Nehru identifizierte 1940 den Nazismus „als ‚Zwillingsbruder‘ des westlichen Imperialismus“, der in Europa so funktionieren sollte wie der westliche Imperialismus in Übersee. Pankaj Mishra argumentiert, dass nach 1945 die Schrecken des Nationalsozialismus und Kommunismus vergessen machten, dass die moderne britische und die US-amerikanische Gesellschaft auf einem rassistischen Imperialismus gegründet wurden.
Der Begriff Imperialismus überschneidet sich in vielen Punkten mit dem des Kolonialismus. Ein Unterschied liegt Jens Flemming zufolge allerdings im Machtstreben. Seiner Ansicht nach muss nicht jeder Kolonialismus darauf ausgerichtet sein, ein Imperium zu errichten. Zugleich beinhaltet die Kategorie des Imperialismus nicht nur direkte Herrschaftsformen, sondern auch indirekte Abhängigkeitsverhältnisse (Indirect rule) von Staaten.
Der indigene US-amerikanische Professor Jack D. Forbes sieht im Imperialismus ein Symptom der von ihm als „Wétiko-Psychose“ bezeichneten kollektiven Faszination der Europäer für das Böse, einer kollektiven psychotischen Gier und krankhaften Unmenschlichkeit.
Die Imperialismustheorien wurden von unterschiedlicher Seite kritisiert. So wiesen die Historiker John Andrew Gallagher und Ronald Robinson die Idee einer formalen rechtlichen Kontrolle einer Regierung über die anderen als Grundlage des Imperialismus zurück. Die meisten Historiker würden sich von verschieden gefärbten Karten (wörtlich „rot gefärbten Karten“ im Sinne Cecil Rhodes’) einnehmen lassen. Der Großteil der britischen Emigration, Handel und Investitionen fand aber außerhalb des formalen Britischen Empires statt.
Während militärische Gewalt beim Aufbau von Imperien zuweilen eine Rolle spielte, kam die entscheidende Rolle beim britischen Empire der Mitwirkung der wirtschaftlichen und verwaltungstechnischen Eliten vor Ort zu. Die indirekte Beherrschung Indiens basierte ganz wesentlich auf der politischen Schwäche der angetroffenen Mogulstaaten.
Painter und Jeffrey gehen so weit zu sagen, dass die zweite europäische Expansion mehr auf einer zufälligen Interaktion der europäischen Mächte und ihrer Innenpolitik basierte als auf bewusstem Imperialismus. Kein europäisches Imperium als solches hatte demnach einen wirklich definierbaren Zweck, ob ökonomisch oder anderweitig. Die Imperien bildeten nur eine Phase der komplexen Interaktion Europas mit dem Rest der Welt ab.
Eine schon frühzeitig (1902/12) formulierte Gegenthese zum „Imperialismus“ ist die eines möglichen friedlichen Ultraimperialismus. Diese impliziert, dass der Imperialismus mit seinen kriegstreibenden Widersprüchen überwunden werden könne – und zwar systemimmanent innerhalb des Kapitalismus selbst. In dieser wirtschaftlichen Bedeutung wird heute auch von „Globalisierung“ gesprochen, die etwa nach Thomas L. Friedman selbst auch friedensstiftend wirken kann.
Herfried Münkler entwarf statt einer Imperialismustheorie eine Theorie der Imperien, also eines Großreichs, das durch Abstufungen von Macht und Einfluss ausgehend von der Metropole über unmittelbar angeschlossene Territorien bis nur noch indirekt kontrollierte Klientelstaaten und somit stets durch halbdurchlässige Grenzen gekennzeichnet sei. In dieser Hinsicht sieht er Parallelen zwischen der heutigen US-amerikanischen Außenpolitik und der von früheren Imperien, wobei er die subjektive Motivation macchiavellistischer Akteure in den Mittelpunkt stellt. Anders als die Imperialismustheorien, die stets die von ihnen betrachteten Gebilde zumeist von einem normativen Standpunkt aus kritisierten, erlaube eine Theorie der Imperien, auch deren positive Leistungen wie etwa die Sicherung des Friedens und die Schaffung eines gemeinsamen Kommunikations- und Wirtschaftsraums (zum Beispiel die pax Romana) in den Blick zu nehmen.

## Imperialismus vor dem 19. Jahrhundert

### Großreiche des Altertums
Die ersten imperialen Ausdehnungen ergaben sich durch die Machtkonzentration bei der Bewältigung großer Bewässerungsbauwerke und Dammanlagen in China (Hoangho), Indien (Indus), Mesopotamien (Euphrat und Tigris) und Ägypten (Nil), nach Wittfogel in den „hydraulischen Kulturen“. Namensgebend wurde dann das Wachstum Roms. Nach dem Prinzip divide et impera (lateinisch „teile und herrsche“) gaben sie den eroberten Gebieten allerdings auch eine gewisse Mitbestimmung durch eine Selbstbestimmung der Bevölkerung oder eine eigene Regierung, die durch einen Statthalter vertreten war. Neben dem kurzlebigen aber durch seine Ausdehnung für den Hellenismus wichtigen Alexanderreich kam dem Römischen Reich eine große Rolle zu. Die Pax Romana bezog sich auf den Herrschaftsbereich S.P.Q.R. in dem die Römer ihre eroberten Gebiete durch Machtteilung mit den lokalen Eliten befriedeten (siehe auch Augusteische Schwelle).

### Mittelalter
Auch dem Byzantinischen Reich gelang es im frühen Mittelalter, den östlichen Mittelmeerraum, Vorderasien und Teile Italiens zu erobern und damit das Imperium Romanum in seiner alten Ausdehnung teilweise wiederherzustellen. Bis ins 13. Jahrhundert hinein war Byzanz eine der dominierenden Großmächte Europas, erst mit dem 4. Kreuzzug, die Eroberung Konstantinopels durch die Venezianer und „Franken“, begann der schrittweise Verfall der Macht, bis schließlich 1453 Konstantinopel in die Hände der Osmanen fiel. Auch die oberitalienischen Stadtstaaten Genua und Venedig schufen ausgedehnte Handelsimperien mit Stützpunkten und Kolonien am Schwarzen Meer und im Mittelmeerraum. (Genueser Kolonien, Venezianische Kolonien)
Weitere wichtige imperiale Großreiche des Mittelalters waren das Frankenreich, das ebenfalls die Nachfolge des Imperium Romanums beanspruchte und die Krone Aragon, die vor allem den westlichen Mittelmeerraum beherrschte.

### Außereuropäischer Imperialismus des Mittelalters

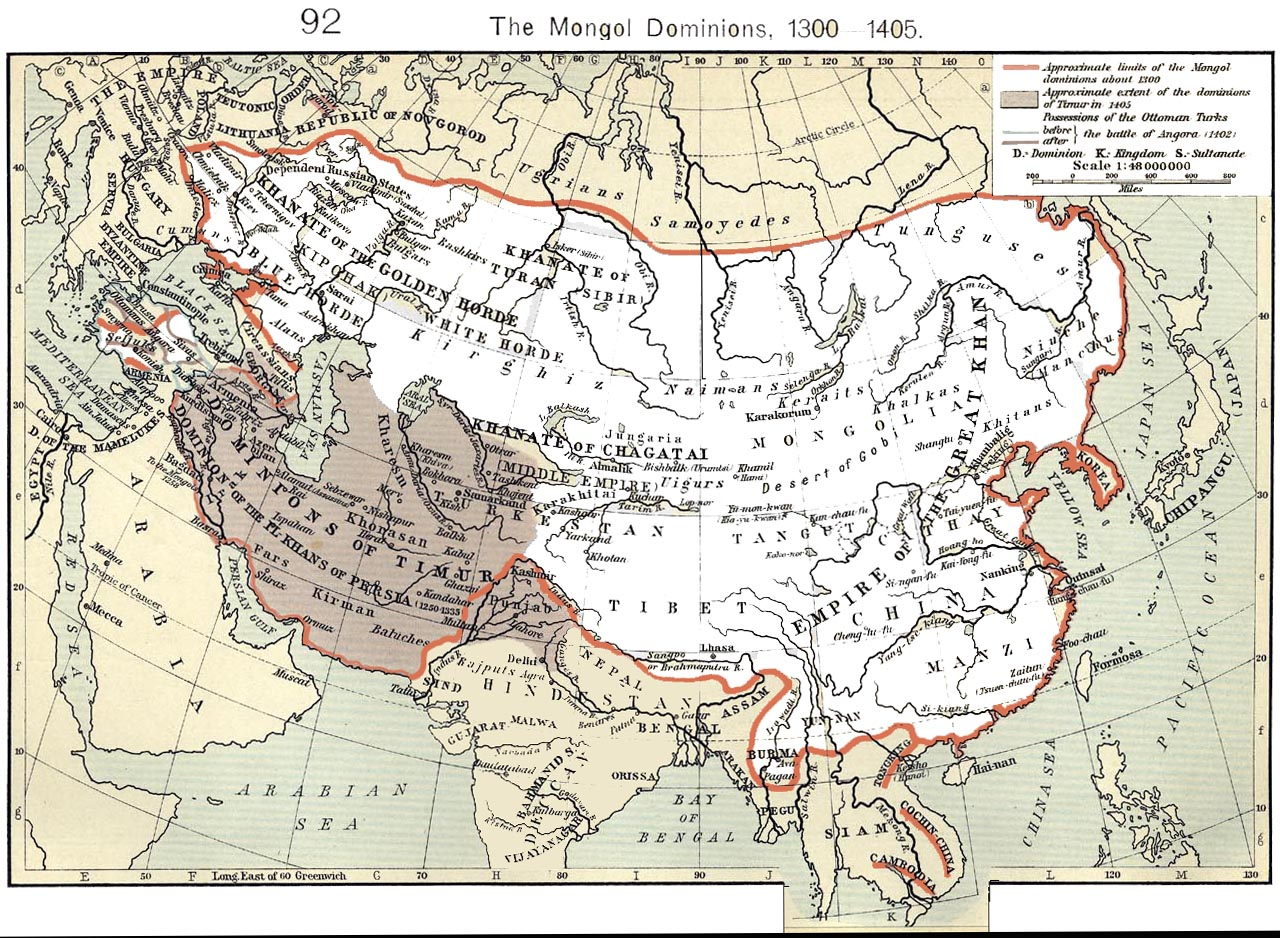
Die Mongolen-Reiche unter Dschingis Khan und seinen Erben

#### Islamische Expansion
Da durch den im 7. Jahrhundert entstandenen Islam die Ausdehnung der Religion von zentraler Bedeutung war, kam es auch hier zu einem religiös motivierten Imperialismus. Nach dem Tode des Propheten Mohammeds wurde unter den Kalifen-Dynastien der Umayyaden und Abbasiden weite Teile Nordafrikas, sowie Vorderasien erobert und damit ein islamisch-arabisches Weltreich geschaffen, das in Teilen bis ins 13. Jahrhundert hinein Bestand hatte.

#### Osmanisches Reich

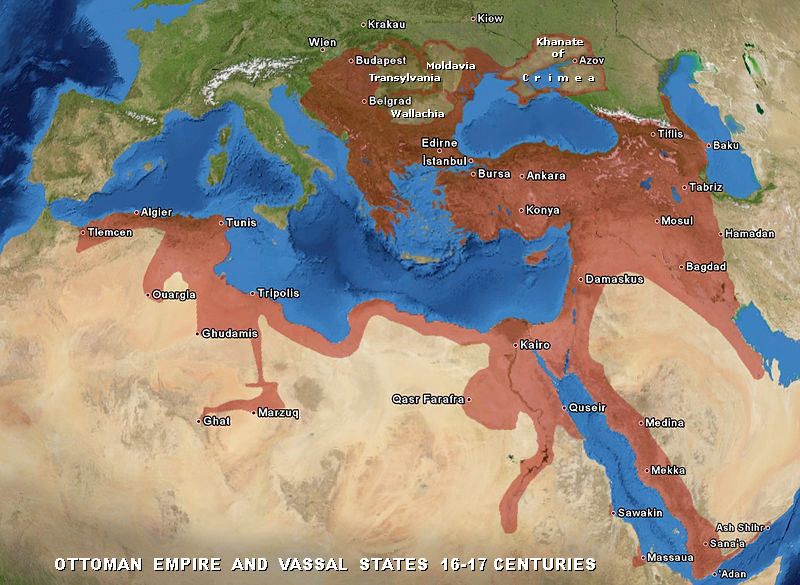
Osmanisches Reich in seiner größten Ausdehnung um 1595

Das Osmanische Reich stieg mit der Einnahme Konstantinopels 1453 zu einer der führenden Großmächte in Vorderasien und dem Mittelmeerraum auf.
Zur Zeit seiner größten Ausdehnung im 17. Jahrhundert erstreckte es sich von seinen Kernlanden Kleinasien und Rumelien nordwärts bis in das Gebiet um das Schwarze und das Asowsche Meer, westwärts bis weit in den Balkan hinein. Jahrhundertelang beanspruchte das Osmanische Reich politisch, militärisch und wirtschaftlich eine europäische Großmachtrolle neben dem Heiligen Römischen Reich, Frankreich und England. Im Mittelmeer kämpfte das Reich mit den italienischen Republiken Venedig und Genua, dem Kirchenstaat und dem Malteserorden um die wirtschaftliche und politische Vormachtstellung. Ab dem 18. bis ins späte 19. Jahrhundert hinein rang es mit dem russischen Zarenreich um die Herrschaft über die Schwarzmeerregion. Im Indischen Ozean forderte das Reich Portugal im Kampf um den Vorrang im Fernhandel mit Indien und Indonesien heraus. Durch die ununterbrochen intensiven politischen, wirtschaftlichen und kulturellen Beziehungen ist die Geschichte des Osmanischen Reichs mit derjenigen Westeuropas eng verbunden.

#### Mongolisches Weltreich
Das mongolische Weltreich entstand mit den Eroberungen Dschingis Khans und wurde durch seinen Enkel Kublai Khan, später mit dem Chinesischen Kaiserreich verbunden (Yuan-Dynastie), das um 1260 beinahe ganz Zentralasien umfasste.

### Kolonialismus Portugals und Spaniens

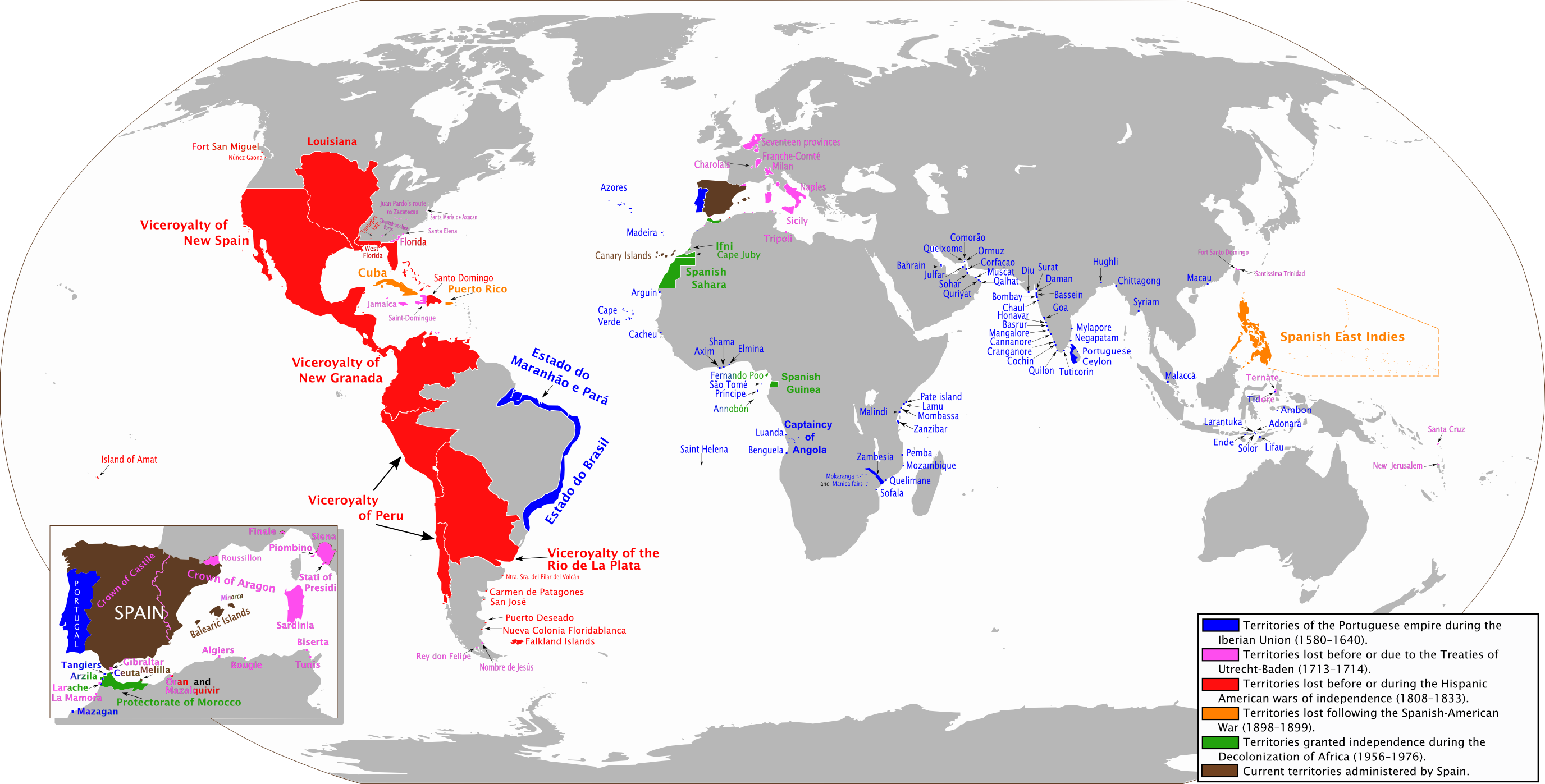
Spanisches Weltreich

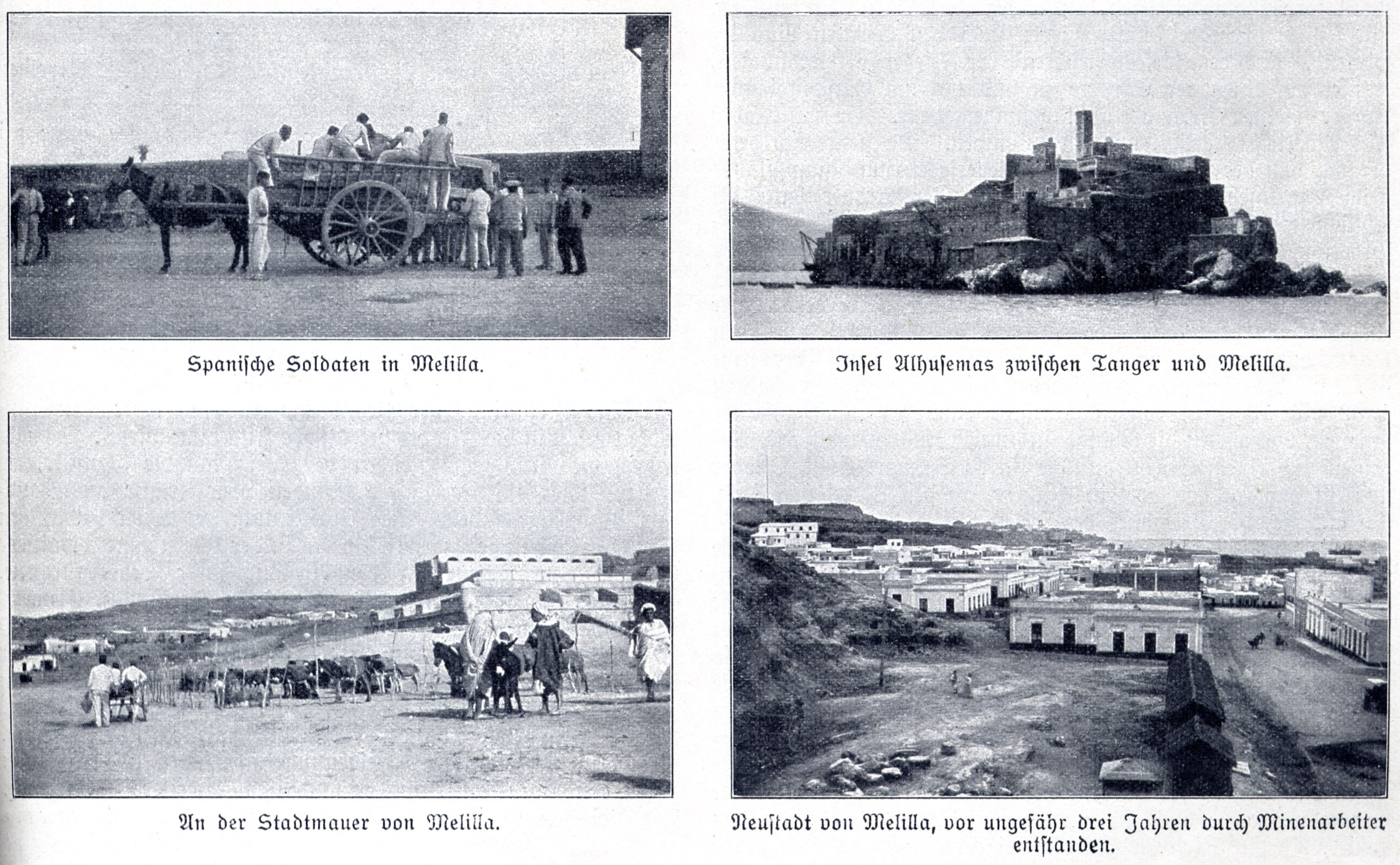
1497 eroberte Spanien das nordafrikanische Melilla und blieb 450 Jahre. Fotos von 1909.

Schon zwei Jahre nach der Entdeckung Amerikas 1492 durch Christoph Kolumbus gipfelte der Wettlauf zwischen den beiden Seemächten Portugal und Spanien in einer Aufteilung der Erde durch den Vertrag von Tordesillas (1494).
Danach begann die Kolonialisierung Mittel- und Südamerikas. Abenteurer wie Hernán Cortés und Francisco Pizarro trieben die Ausbeutung der ortsansässigen Azteken und Inkas für Spanien voran. Ziel war also die Eroberung der vermeintlich „unzivilisierten“, d. h. unterentwickelten Bevölkerung. Die Spanier unter Cortes und Pizarro versklavten die Azteken und Inkas. Sie agierten nach den Prinzipien Erobern (von Land), Vernichten (der Kultur) und Errichten (eigener Staaten → Vizekönigreiche), man sprach daher vom Konquistadoren-System Spaniens (vom spanischen Wort conquista, das „Eroberung“ bedeutet).
Auch in Asien versuchten die beiden iberischen Länder Fuß zu fassen. So gelang es Portugal Goa, Macau und die Gewürzinseln zu erwerben; Spanien besetzte die Philippinen und einige pazifische Inseln. Die Portugiesen errichteten zunächst nur Stützpunkte bei den fremden Kulturen und nutzten diesen Kontakt eher wirtschaftlich. Erst im 17. Jahrhundert begann man auch größere Landflächen wie Brasilien in Südamerika, Mosambik und Angola in Afrika zu erobern.

## Zeitalter des Imperialismus (ca. 1870–1914)

Die Aufteilung Afrikas unter die Kolonialmächte 1913

Das „Zeitalter des Imperialismus“ (auch „klassischer Imperialismus“ oder „Hochimperialismus“) bezeichnet eine Epoche der vor allem durch europäische Groß- und Mittelmächte betriebenen weltweiten Ausdehnung von Herrschaftsgebieten auf Übersee-Territorien im Zeitraum ab ca. 1870 bis zum Beginn des Ersten Weltkrieges (1914), motiviert vornehmlich durch strategische Interessen wirtschaftlicher und politischer Art, später auch zunehmend von Prestigestreben und irrationalen Rivalitäten zwischen den imperialistischen Mächten. Der in dieser Zeit betriebene formelle Imperialismus (Kolonialismus) vor allem in Afrika (Wettlauf um Afrika) ist dabei nur ein Teilaspekt des Imperialismus, der auch informelle machtpolitische und wirtschaftliche Durchdringung umfasst (etwa in China und dem Osmanischen Reich).
Dem Hochimperialismus ging die Phase des Frühimperialismus voraus, deren Beginn etwa mit 1815 angesetzt wird und die vor allem von Formen des informellen Imperialismus geprägt war.
Man kann drei charakteristische Formen imperialistischer Herrschaftsbildung unterscheiden:
1. Vom Handelsstützpunkt zum Herrschaftsgebiet mit Ansätzen einer eigenen Industrie (Beispiel: Indien).
2. Beherrschung unter Wahrung des Anscheins der Souveränität und Autonomie (Beispiel: China zur Zeit der „Ungleichen Verträge“, während der Qing-Dynastie)
3. wirtschaftliche Beherrschung souveräner Staaten ohne eigene Industrie (Beispiel: Balkanstaaten, Osmanisches Reich).

Wie sehr der Imperialismus das politische Denken zeitweise nationenübergreifend in Europa prägte, lässt sich schon an parallelem Begriffsgebrauch erkennen: Charles Dilkes schrieb 1869 in England sein Buch Greater Britain, Paul Rohrbach veröffentlichte im August 1915 seine Schrift Das größere Deutschland, und in Frankreich war die Rede von „la Plus Grande France“ seit den 1880er Jahren eine stehende Redensart und Forderung. Bis heute bekannt ist Rudyard Kiplings vieldiskutiertes Gedicht „The White Man’s Burden“ von 1899. Kiplings Botschaft ist, dass moderne, dynamische Staaten wie die USA die stagnierenden europäischen Kolonialmächte wie Spanien zurückdrängen müssten; ein Imperium aufzubauen sei mit erheblichen Verpflichtungen und Opfern verbunden. Das Gedicht gilt als eines der wesentlichen Zeugnisse wie auch moralischen Rechtfertigungsversuche des Imperialismus; sein Titel wurde sprichwörtlich.

### Vereinigtes Königreich
Bereits das Königreich England versuchte unter der Herrschaft Elisabeths I. kleinere Kolonien in Nordamerika zu erwerben. Aber erst unter der Herrschaft Jakobs I. gelang es zunächst in der Karibik und später dann auch in Nordamerika (Jamestown) dauerhafte Kolonien zu erwerben, womit der Grundstein für das spätere Britische Weltreich gelegt wurde.

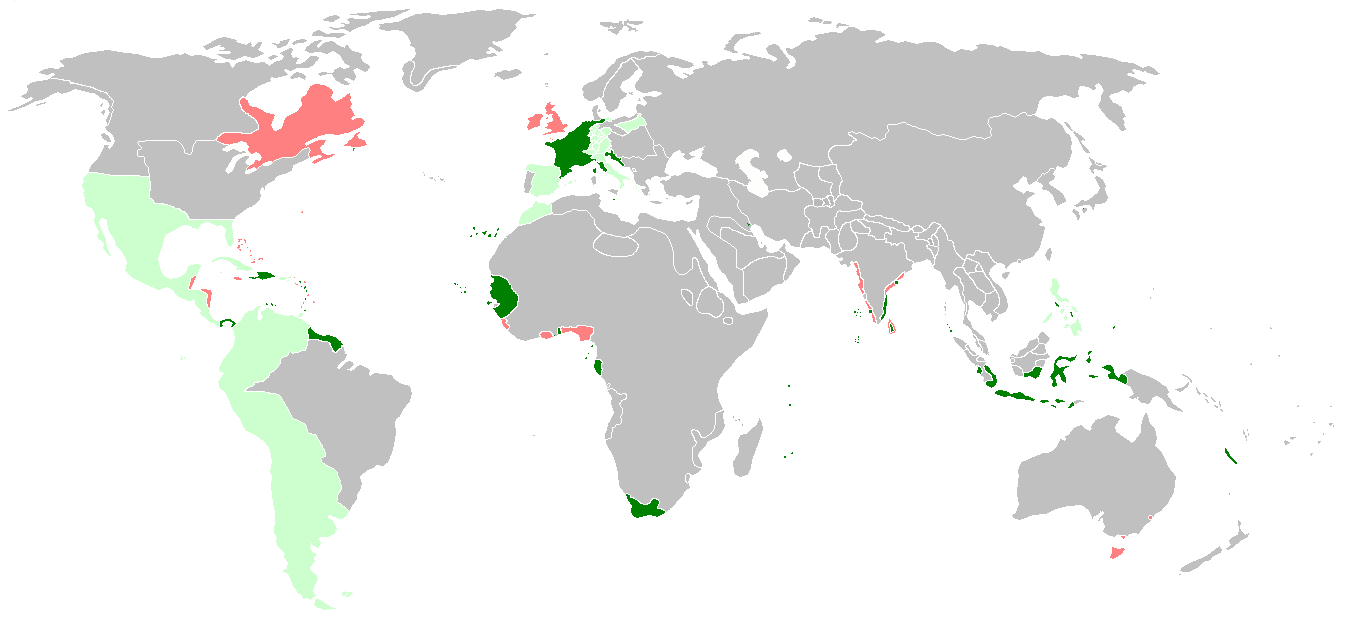
Die beiden rivalisierenden Supermächte 1812: Französisches Kaiserreich (dunkelgrün) und besetzte Gebiete (hellgrün), Britisches Weltreich (rot)

Die Industrielle Revolution fand im Vereinigten Königreich früher als in jedem anderen Staat der Erde statt. 1805 besiegten die Briten Napoleon in der Schlacht von Trafalgar und 1806 bis 1814 trotzte das Vereinigte Königreich der von Napoleon verhängten Kontinentalsperre. Großbritannien erschloss sich neue Absatzmärkte (insbesondere in Nordamerika).
Fortschritte in der Schwerindustrie ermöglichten Fortschritte im Schiffbau.
Die Dampfschifffahrt ermöglichte neue Dimensionen. Kohle- und Eisenvorkommen wurden zu wichtigen Machtfaktoren. Großbritannien veränderte sich durch die Industrialisierung vom Agrar- zum Industriestaat. Die Zunahme der Massenproduktion erforderte neue Absatzmärkte, die man in den Kolonien zu finden hoffte. In den Kolonien gab es auch viele ungenutzte Agrarflächen und preisgünstige Arbeitskräfte, was große Gewinne ermöglichte.
Nach der Niederlage Napoleons 1815 in Europa und der Beendigung des Britisch-Französischen Kolonialkonflikts war Großbritannien unangefochten die führende Seemacht der Welt; die Briten übernahmen die Rolle eines „Weltpolizisten“, eine später als „Pax Britannica“ bezeichnete Staatsdoktrin. Die Außenpolitik war vom Prinzip der „splendid isolation“ geprägt: Andere Mächte waren durch Konflikte in Europa gebunden, während die Briten sich heraushielten und durch die Konzentration auf den Handel ihre Vormachtstellung festigten bzw. weiter ausbauten. Großbritannien beeinflusste mit seiner starken Position in der Weltwirtschaft auch die Innenpolitik zahlreicher nominell unabhängiger Staaten; dazu gehörten China, Argentinien und Siam (auch „informelles Empire“ genannt).
1858 übernahm die britische Regierung von der Britischen Ostindien-Kompanie die Herrschaft über Indien, im Zweiten Burenkrieg (1899–1902) errang Großbritannien die alleinige Vorherrschaft in Südafrika.

Das Britische Weltreich im Jahr 1921

Bis 1914 beherrschte das British Empire ein Viertel der Landfläche der Erde. Aus dem Ersten Weltkrieg ging Großbritannien (wie auch alle anderen europäischen Mächte) personell und finanziell geschwächt hervor, gewann aber vom Osmanischen Reich und vom Deutschen Reich Gebiete in Form von Mandatsgebieten vom Völkerbund, darunter Tanganjika, Palästina und den Irak. Das britische Kolonialreich hatte seine größte Ausdehnung erreicht.
Im Zweiten Weltkrieg erhielt das Vereinigte Königreich wie im Ersten Unterstützung aus seinen Kolonien; gleichwohl stand es nach dem Krieg am Rande der Zahlungsunfähigkeit.
Britisch-Indien wurde 1947 in die unabhängigen Staaten Indien und Pakistan geteilt, Burma wurde 1948 unabhängig. Die Sueskrise 1956 zeigte die Grenzen der alten Kolonialmächte Großbritannien und Frankreich in einer sich wandelnden Welt. Im Afrikanischen Jahr 1960 wurden Britisch-Somaliland und Nigeria unabhängig. Die britische Präsenz im Nahen Osten endete, nach der Ankündigung von 1967, sich aus den vormaligen abhängigen Gebieten East of Suez zurückzuziehen, mit dem Rückzug aus Bahrain 1971. Im Pazifik wurde Vanuatu 1980 unabhängig. Der Falklandkrieg 1982 gegen Argentinien war wie ein kurzer Rückfall in vergangen geglaubte imperialistische Zeiten. Mit der Übergabe von Hongkong an China 1997 wurde vielfach das Ende des Empire festgestellt.
Die europäischen Imperien wurden zu einer Zeit aufgelöst (vgl. Dekolonisation), als die militärische Ungleichheit zwischen den Kolonien und den europäischen Mächten Frankreich und Großbritannien so groß wie nie zuvor war.
Ein Erbe der imperialen Zeit sind die 14 Britischen Überseegebiete, die 15 Commonwealth Realms, also Staaten, deren Staatsoberhaupt die britische Monarchin ist, sowie die Staatengemeinschaft ehemaliger britischer Kolonien, das Commonwealth of Nations.

### Frankreich

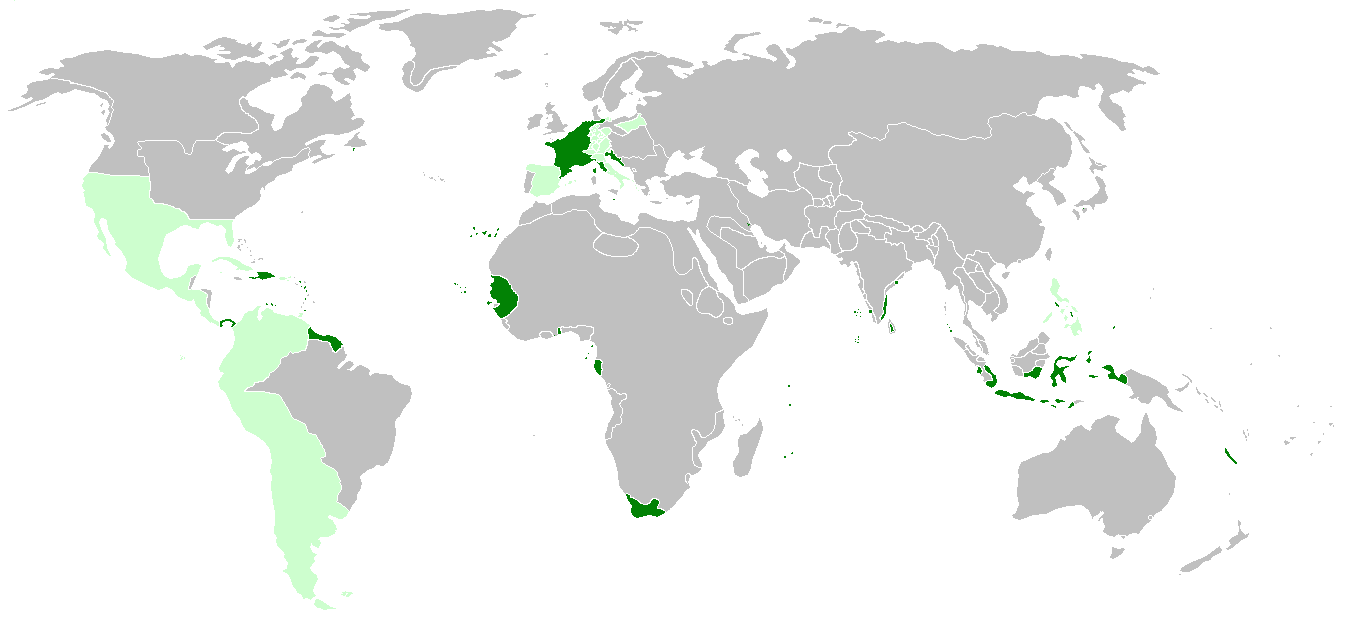
Das napoleonische französische Kaiserreich mit besetzten Gebieten zur Zeit seiner größten Ausdehnung 1812

Ähnlich wie England begann auch Frankreich zu Beginn im 17. Jahrhundert in Nordamerika und der Karibik Kolonien zu erwerben. In Nordamerika beanspruchte es die östliche Hälfte des heutigen Kanada, das komplette Zentralgebiet der heutigen USA sowie einige karibische Inseln, ferner einen Teil von Indien. Durch den Pariser Frieden am Ende des Siebenjährigen Krieges musste Frankreich den größten Teil seiner amerikanischen und indischen Besitzungen jedoch an das Königreich Großbritannien abtreten, womit dass so genannte Erste französische Kolonialreich beendet wurde. Einem imperialistischen Staats- und Herrschaftsverständnis hatten auch schon französische Aktivitäten innerhalb Europas im 18. und 19. Jahrhundert, lange vor der Phase des Hochimperialismus, zugrunde gelegen. So hatte Frankreich während und nach der Französischen Revolution angrenzende Territorien annektiert sowie Revolutionsexport und die Gründung sogenannter Tochterrepubliken betrieben. Das Erste Kaiserreich setzte diese Linie fort, indem es Nachbarländer als Satellitenstaaten an sich band und annektierte. Seine imperialistische Außenpolitik hatte Frankreich in dieser Epoche nicht zuletzt durch das Protektorat Napoleons über den Rheinbund absichern und erweitern können.
Die französischen imperialistischen Bestrebungen konkurrierten oft mit denen des British Empire, das seit der Schlacht von Trafalgar (1805) die weltweit führende Seemacht war. Viele Franzosen betrachteten England als Erzfeind. Die Wiederherstellung des einstigen Weltmachtstatus hatte hohe Priorität. Der verlorene Deutsch-Französische Krieg 1870/71 war ein Rückschlag für diese Bemühungen.
Eine französisch-britische Konkurrenz gab es auch um einige Kolonien (etwa bei der Faschoda-Krise).
Auch große Teile im Norden Afrikas waren Kolonien von Frankreich (Französisch-Westafrika – weite Teile der Sahara und umliegende Gebiete). Frankreich und der Sultan von Marokko einigten sich im Vertrag von Fès vom 30. März 1912 auf die Errichtung eines französischen Protektorates („Französisch-Marokko“; Hauptstadt war Rabat). Staatsoberhaupt blieb offiziell der Sultan. Spanien erhielt mit Abschluss des französisch-spanischen Vertrags vom 27. November 1912 von Frankreich eine eigene Einflusszone im Norden Marokkos (Zone d’influence espagnole) zugesprochen, Tanger wurde Zentrum eines internationalen entmilitarisierten Gebietes. Nach dem Ersten Weltkrieg gewann Frankreich vom Osmanischen Reich und vom Deutschen Reich Gebiete in Form von Mandatsgebieten des Völkerbunds, darunter Französisch-Kamerun, Französisch-Togo, Syrien und den Libanon. Das französische Kolonialreich hatte seine größte Ausdehnung erreicht.
Indochina wurde 1954 nach einem langen Krieg unabhängig. Der Indochinakrieg endete im Mai 1954 mit einem Sieg der Việt Minh in der Schlacht um Điện Biên Phủ.
Die Sueskrise 1956 zeigte die Grenzen der alten Kolonialmächte Großbritannien und Frankreich in einer Welt, die von zwei Supermächten und dem Kalten Krieg geprägt war. Im Afrika-Jahr 1960 entließ Frankreich 14 französische Kolonien in die staatliche Unabhängigkeit. Algerien wurde, ebenfalls nach einem langen Krieg, im Juli 1962 unabhängig.
Ein Erbe der imperialistischen Zeit sind die Französischen Überseegebiete, die spezielle Rolle Frankreichs in Afrika („Francafrique“, vgl. Eurafrika#Die Rolle Frankreichs und CFA-Franc-Zone) sowie die Staatengemeinschaft überwiegend ehemaliger Kolonien, die Frankophonie.

### Deutsches Reich

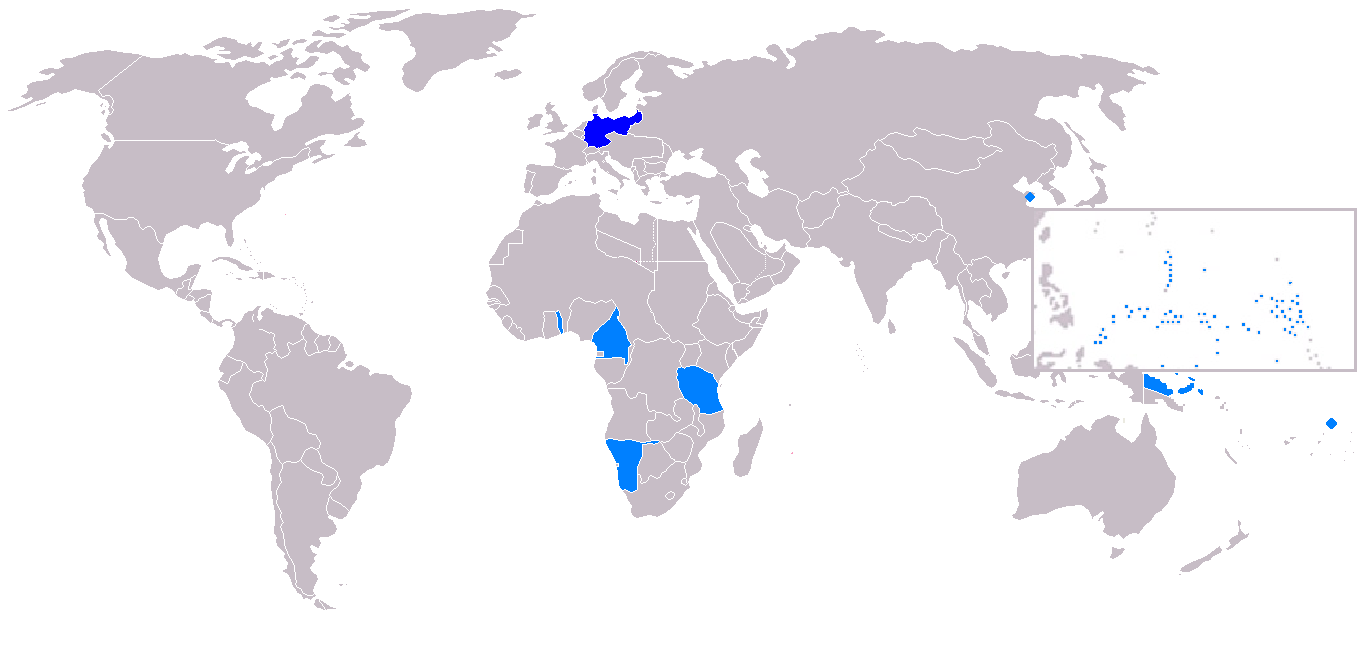
Deutschland und sein Kolonialreich 1914:
Deutsches Kaiserreich
Deutsche Kolonien und Schutzgebiete

Da die Kolonien deutscher Länder vor 1871 keinen Bestand hatten, begann die deutsche Kolonialpolitik erst 1884/85. Bismarck verlieh mehreren afrikanischen Gebieten (Deutsch-Südwestafrika, Deutsch-Ostafrika, Kamerun, Togo) sowie Deutsch-Neuguinea den Status eines „Schutzgebiets“. Innerhalb weniger Jahre wurden diese Gebiete in Kolonien umgewandelt. Das Deutsche Reich entwickelte nach der Ablösung Bismarcks 1890 unter Kaiser Wilhelm II. mit dem „Neuen Kurs“ eine imperialistisch orientierte Politik. Im Jahr 1897 forderte der spätere Reichskanzler Bernhard von Bülow im Reichstag einen deutschen „Platz an der Sonne“. Diese Prämisse eines nationalen Prestigedenkens sollte die deutsche „Weltpolitik“ bis 1914 prägen. In der Zeit der „Weltpolitik“ unter Wilhelm II. (1888–1914) konnten nur noch wenige, kleinere Gebiete (etwa Kiautschou und Deutsch-Samoa) erworben werden, die gleichwohl als „Musterkolonien“ galten. Die von Deutschland erworbenen Kolonien waren jedoch wirtschaftlich und strategisch unbedeutend, da sie weder über größere Bodenschätze noch über landwirtschaftliche Nutzflächen verfügten und auch nicht als relevante Absatzmärkte fungierten.
1905 kam es zur Ersten Marokkokrise, weil Deutschland Frankreichs Bestrebungen, Marokko seinem Kolonialreich einzufügen (es beabsichtigte, ein Protektorat einzurichten), unter Berufung auf internationale Verträge entgegentrat. Zusätzlich hoffte die deutsche Reichsleitung, unter Kriegsdrohungen die Entente cordiale so unter Druck zu setzen, dass diese sich auflösen würde. In der Tat aber fanden zwischen Frankreich und Großbritannien nun Generalstabsbesprechungen statt, was die Entente cordiale faktisch erst zu einem funktionsfähigen Militärbündnis werden ließ.
1911 folgte die Zweite Marokkokrise. Französische Truppen marschierten in die marokkanischen Städte Rabat und Fès ein, Deutschland entsandte das Kanonenboot Panther (Panthersprung nach Agadir). Deutschland erhielt von Frankreich Neukamerun als Kompensation zur Abrundung seiner kamerunischen Besitzungen, sah sich aber außenpolitisch isoliert. Insbesondere die von Alfred von Tirpitz zwischen 1898 und 1912 durchgesetzten, imperialistisch motivierten Flottengesetze hatten schon zuvor die deutsch-englischen Beziehungen schwer belastet.
Nach der Niederlage der Mittelmächte im Ersten Weltkrieg 1918 wurde das Schicksal der deutschen Kolonien durch die Siegermächte im Friedensvertrag von Versailles bestimmt. Die Kolonien wurden dem Völkerbund unterstellt, der sie als Mandatsgebiete an interessierte Siegermächte übergab.
Nach der Machtergreifung der Nationalsozialisten 1933 gab es im NS-Staat uneinheitliche Bestrebungen zur Wiedergewinnung der alten Kolonien. Stärker wirkte jedoch das ebenfalls von imperialistischen Theorien durchdrungene Konzept vom Lebensraum im Osten. Nach dem deutschen Überfall auf die Sowjetunion 1941 wurden vereinzelte Versuche einer Umsetzung unternommen.

### Russland

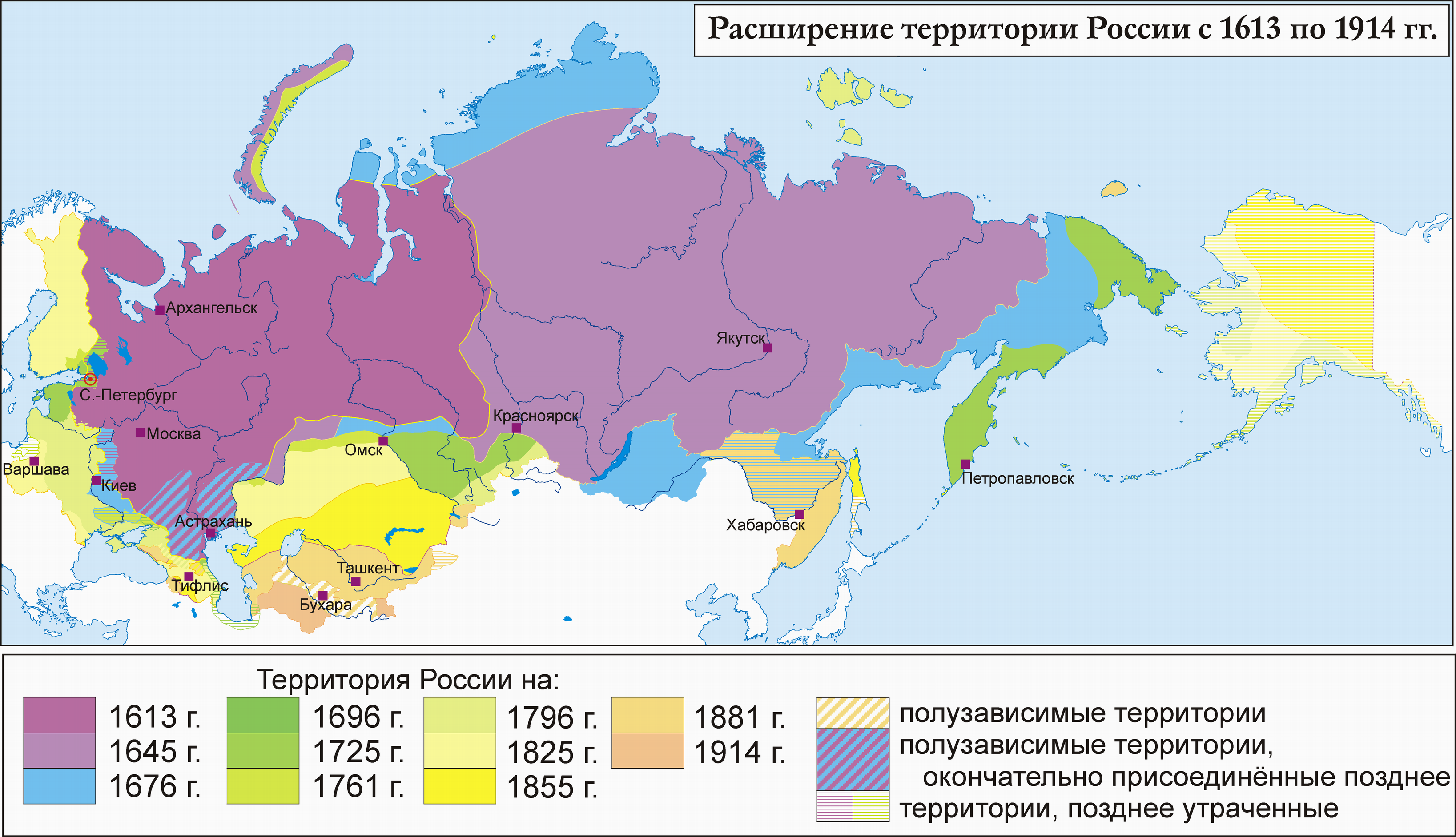
Russland erreichte im 19. Jahrhundert seine größte territoriale Ausdehnung.

Der Imperialismus des Russischen Reiches unterschied sich in seiner Form deutlich von den Imperialismen der anderen Großmächte. Er bezog sich in der Hauptsache auf die Territorialvergrößerung (vgl.: Russische Kolonisation): Sibirien (bis hin zur Insel Sachalin), im Süden die zum größten Teil noch unkartographierten Gebiete des Kaukasus (hier kam es zum Konflikt mit dem Osmanischen Reich vor, siehe Türkenkriege), Nordpersien, Afghanistan, Samarkand, Taschkent und Nordmongolei. Eine der wichtigsten Triebfedern dieser Ausdehnung war das russische Bestreben, einen eisfreien Seehafen zu erlangen, um eine ganzjährig einsatzfähige Flotte stationieren zu können. Hier sind besonders die Ausdehnung nach Osten und die Gründung der Stadt Wladiwostok (deutsch: „Beherrscherin des Ostens“), sowie die Politik um die Meerengen am Bosporus zu betrachten (ein weiterer Konflikt mit dem Osmanischen Reich, siehe auch Navalismus). Zwischen Großbritannien (British Empire) und dem Zarenreich bestand im 19. Jahrhundert lange eine Rivalität (The Great Game), bei der es um die Vorherrschaft in Zentralasien ging. 1876 eroberte Russland die Gebiete des heutigen Kirgisistan, Kasachstan und Turkmenistan.
Der russische Imperialismus wurde von einer gezielten Politik der Russifizierung der eroberten Gebiete begleitet. Die Russifizierung diente als Instrument der Stabilisierung der Herrschaft und war daher gegen die kulturelle Eigenständigkeit der beherrschten Völker gerichtet.
Hinzu kam die Vorstellung, mit einer Südausdehnung auch in eine Verhandlungsposition gegenüber Großbritannien zu kommen. Mit Druck auf die Peripherie (Nordpersien, Afghanistan und Nordindien) wurde der zentrale Nerv des britischen Weltreichs bedroht: Die Seewege nach Indien und die Kronkolonie selbst. So erhofften sich die Zaren ein Einlenken Großbritanniens in der Meerengenfrage.
1904/05 wurde Russlands Expansion durch den Krieg gegen Japan gestoppt. Gerade die Verlagerung der Konfliktfelder in den Osten Asiens legte eine Grundlage für die spätere Eskalation in Mitteleuropa, die ohne die Geschehnisse am Rand der Interessensphären überhaupt nicht verständlich erscheint: der Erste Weltkrieg.
Nach der Oktoberrevolution 1917 erlangten einige Länder die Unabhängigkeit, so Finnland, Polen und die baltischen Länder. Andere gewannen in und nach dem Bürgerkrieg als Sowjetrepubliken eine gewisse Selbstverwaltung, so die Ukraine, Weißrussland, die Gebiete im Kaukasus und in Zentralasien.
Nach dem Zweiten Weltkrieg annektierte die Sowjetunion Gebiete an ihrer Westgrenze, bildete ein System von Satellitenstaaten (Ostblock bzw. Warschauer Pakt) in Osteuropa und versuchte, kommunistischen Parteien in weiteren Ländern an die Macht zu verhelfen. Diese Politik wurde häufig als „Sowjetimperialismus“ bezeichnet.
Die expansive Politik Wladimir Putins wird gemeinhin als imperialistisch gewertet. Putin selbst stellt sich in die Tradition des zaristischen Russlands. Für Putin besaß laut Heinrich August Winkler „die Wiederherstellung der imperialen Stellung Russlands“ oberste Priorität. Er habe „2014 durch den Griff nach der Krim und der Ostukraine“ eine „Weltkrise“ ausgelöst.

### Japan
Der Imperialismus des Japanischen Kaiserreichs gegen Ende des 19. Jahrhunderts wird von der einschlägigen Literatur am wenigsten berücksichtigt, obwohl er durch seinen Verlauf für die nachfolgenden Ereignisse nicht minder wichtig war.
Nachdem US-Admiral Matthew Perry 1854 mit seiner Flotte von vier Kriegsschiffen unbehelligt in den Hafen des heutigen Tokio einlief und die sogenannte Abschließung Japans beendete, wurde der Grundstock der Meiji-Restauration gelegt. In einer beispiellosen Entwicklung gelang es, radikale Reformen durchzusetzen und in atemberaubender Geschwindigkeit den technischen Rückstand zu den industrialisierten Staaten aufzuholen. Schon 30 Jahre später war aus Japan eine zu beachtende Territorialmacht geworden, die nicht nur 1894/95 China in einem Krieg besiegen konnte und 1902 ein gleichberechtigtes Bündnis mit Großbritannien abschloss: im Russisch-Japanischen Krieg 1905 zerstörte es einen Großteil der russischen Flotte und konnte so die weitere Expansion des Zarenreichs in Asien (Mandschurei, Korea) eindämmen. Im Zusammenhang mit diesem Krieg stehen auch die Anfänge der Russischen Revolution und die Rückverlagerung des Konfliktschwerpunkts der Großmächte nach Europa, insbesondere auf die Balkanhalbinsel.

Kolonien verschiedener Kolonialmächte im Pazifikraum, 1. September 1939

Japan war mit dem Sieg von 1905 in den Kreis der Großmächte aufgerückt. Es verstand das imperiale Spiel der Geheimdiplomatie zu seinen Gunsten zu nutzen und konnte seine Ambitionen in Korea und Nordchina schon im Vorfeld des Ersten Weltkrieges verwirklichen. Nach dem Ersten Weltkrieg erhielt Japan bisher deutsche Inselgruppen im Pazifik vom Völkerbund als Mandatsgebiete. 1931 eroberte Japan die Mandschurei und im Juli 1937 begann es den Krieg gegen China.
Japan trat im Dezember 1941 auf Seite der Achsenmächte Deutschland und Italien in den Zweiten Weltkrieg ein, nachdem Streitkräfte des Japanischen Kaiserreiches den Angriff auf Pearl Harbor begonnen hatten. Es nahm im Pazifik die pazifischen Kolonialgebiete von Großbritannien, Frankreich, den Niederlanden und den USA ein. Japan blieb bis zum Ende des Zweiten Weltkriegs die einzige imperialistische Macht im ostasiatischen Raum.
Nach der Kapitulation 1945 musste es alle besetzten Gebiete abgeben.

### Vereinigte Staaten

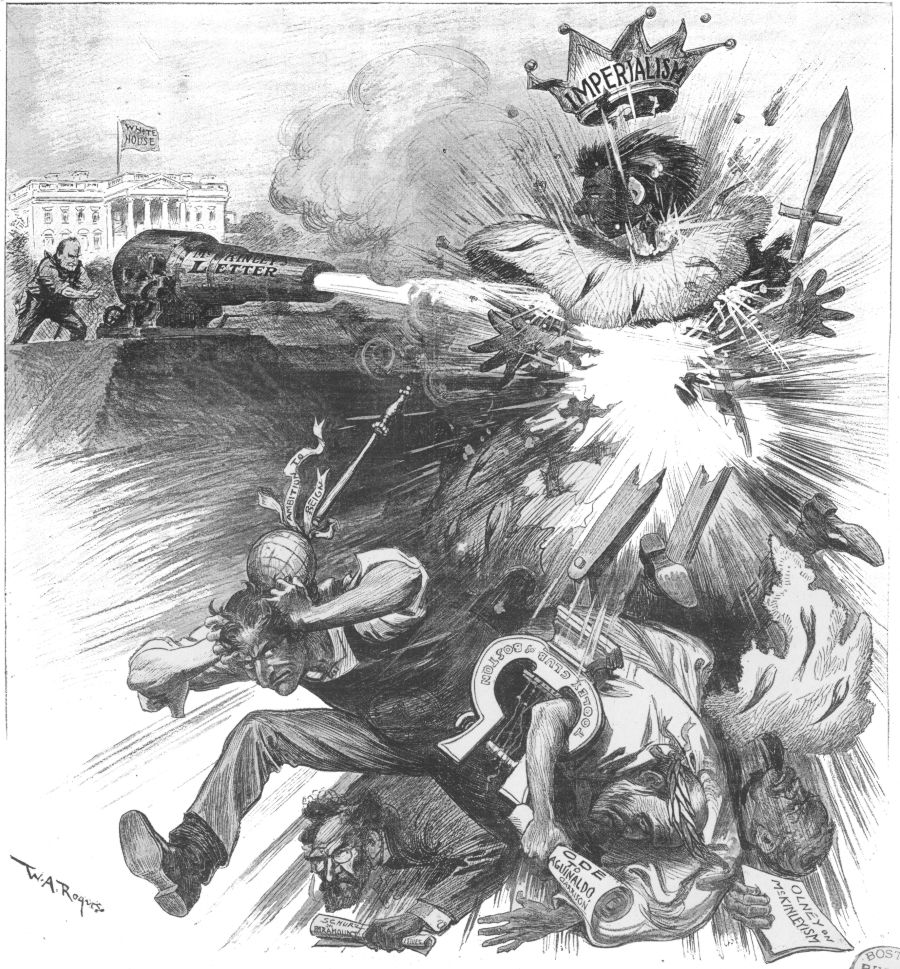
Karikatur zur Imperialismusdebatte in den USA

Mit der Landnahme im Westen, der Unterdrückung der Indianer, der gewaltsamen Aneignung von Texas und weiterer Gebiete 1848 von Mexiko zeigte die vom eigenen Sendungsbewusstsein (Manifest Destiny) beeinflusste US-amerikanische Politik bereits früh imperialistische Züge. Bis zum Ende des Sezessionskrieges hatte die Debatte um die Zulassung der Sklaverei zu erheblichen Verzögerungen in der Diskussion um die eigene Position zu Kolonien geführt.
Mit der Annexion Hawaiis 1898 und dem Sieg im Spanisch-Amerikanischen Krieg 1898 traten auch die Vereinigten Staaten in den Kreis der imperialistischen Weltmächte ein. Der Erwerb der Philippinen und Puerto Ricos sowie die Besetzung Kubas und der Bau des Panamakanals wurden auch in der innenpolitischen Diskussion als erster Schritt gesehen, um mit den europäischen Kolonialmächten in Konkurrenz zu treten.
Nach ihrem Sieg im Ersten Weltkrieg erhielten die USA bisher deutsche Inselgruppen im Pazifik vom Völkerbund als Mandatsgebiete. Im Zweiten Weltkrieg gelangten weitere pazifische Inseln unter die Herrschaft der USA.
Die Außenpolitik der USA in Süd- und insbesondere Mittelamerika bis in die 1980er-Jahre, mit ihren Interventionen und Einflussnahmen, wird häufig als Beispiel neoimperialer Machtpolitik angeführt.
Ein Erbe der imperialistischen Zeit sind die Außengebiete der Vereinigten Staaten.

### Italien
Ähnlich wie das Deutsche Kaiserreich hatte auch Italien erst ab der zweiten Hälfte des 19. Jahrhunderts zu einer gesamtstaatlichen Ordnung gefunden und begann nun ebenfalls im Zuge des Aufschwungs der italienischen Industrie Kolonien zu erwerben, um den dadurch entstandenen Rohstoffbedarf decken zu können.

Italienische Kolonien (1939, hellgrün) und italienisch besetzte Gebiete (graugrün) während des Zweiten Weltkriegs

Zunächst wurden durch private Handelsgesellschaften Kolonien in Ostafrika erworben, die später in Staatsbesitz übergingen. Von 1894 bis 1896 versuchte man – vergeblich – das Kaiserreich Abessinien zu erobern. Erst 1935/36 konnte Italien Abessinien niederringen (siehe Abessinienkrieg), wobei es auch Senfgas eingesetzte, und vereinte es mit seinen ostafrikanischen Besitzungen zur Kolonie Italienisch-Ostafrika.
1911 begann Italien einen Krieg mit dem Osmanischen Reich, um sich dessen Provinzen Tripolitanien und Cyrenaika einzuverleiben. Nach nur einem Jahr musste das geschwächte Osmanische Reich die Provinzen an Italien abtreten, die es 1934 zur Kolonie Italienisch-Libyen zusammenfasste.
Nach dem Ersten Weltkrieg konnte Italien die wichtigsten irredentische Ziele erreichen und gewann Gebiete im Norden und Nordosten, darunter Südtirol und Istrien. 1939 wurde Albanien annektiert.
Im Zweiten Weltkrieg versuchte Italien auf deutscher Seite seinen Kolonialbesitz zu erweitern, es eroberte 1940 für kurze Zeit Britisch-Somaliland, bevor die Briten die italienischen Truppen zurückschlugen.
Nach Ende des Zweiten Weltkriegs verlor Italien seine Kolonien. Italienisch-Somaliland stand vom 1. Januar 1950 bis Mitte 1960 als UNO-Mandat (Italienisches Treuhandgebiet Somalia) unter italienischer Verwaltung.

### Belgien

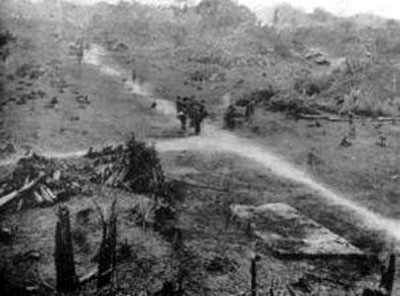
Zwecks Anlage einer Kautschukplantage eingeebnetes kongolesisches Dorf

Nach Konstituierung des belgischen Staates 1830 begann auch hier die imperiale Frage an Gewicht zu gewinnen. So war unter anderem König Leopold I. bestrebt von 1842 bis 1855 belgische Siedlerkolonien in Übersee zu gründen, die allerdings nur mäßig erfolgreich waren und nicht zur erhofften Landnahme für den belgischen Staat führten. Andere Kolonialpläne sahen vor, weitreichende Gebiete in Asien, Afrika, Amerika und Ozeanien zu erobern, was aufgrund der fehlenden militärischen Stärke und wegen des Widerstands der anderen Kolonialmächte nie realisiert werden konnten.

Erst König Leopold II. gelang 1885 den so genannten Kongo-Freistaat als Privatbesitz zu erwerben. Diesen musste er aber dann im Zuge der Kongogräuel 1908 dem belgischen Staat überlassen, der den Freistaat in die Kolonie Belgisch-Kongo umwandelte. Nach dem Ersten Weltkrieg erhielt Belgien noch die ehemalige deutsche Kolonie Ruanda-Urundi als Völkerbundmandat zugesprochen, die es schließlich in seine Kolonie Belgisch-Kongo eingliederte. Von 1894 bis 1910 stand auch die Ladoenklave im südlichen Sudan als Pachtgebiet von Großbritannien unter belgischer Verwaltung.
Im Afrika-Jahr 1960 wurde der Kongo unabhängig, nachdem sich Belgien überstürzt zurückgezogen hatte und das Land im Chaos versank.

### Niederlande

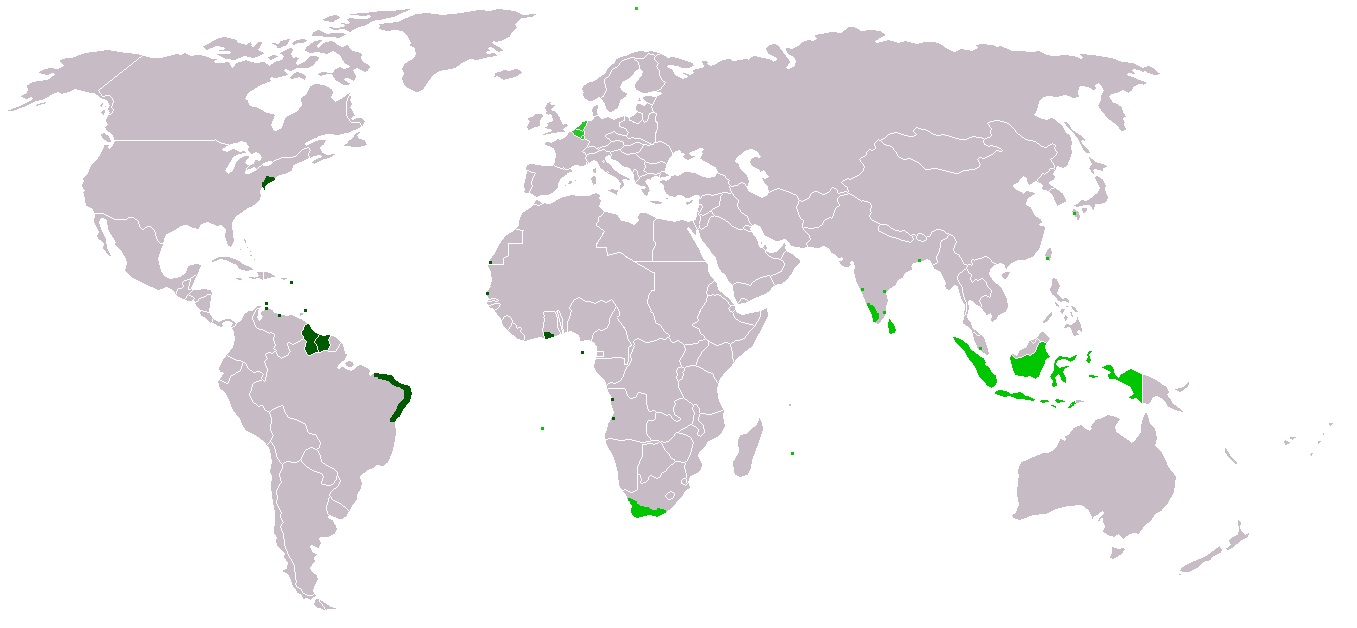
Karte mit allen Gebieten, die jemals zum niederländischen Kolonialreich gehörten (dunkelgrün: Besitzungen der Niederländischen Westindien-Kompanie, hellgrün: Besitzungen der Niederländischen Ostindien-Kompanie)

Der niederländische Kolonialismus begann Ende des 16. Jahrhunderts, eroberte und übernahm viele portugiesische Kolonien und bildete bald die beiden Schwerpunkte Westindien und Niederländisch-Indien. Auf den (heute indonesischen) Gewürzinseln setzten die Holländer 1620 gewaltsam ihren Anspruch auf das Handelsmonopol durch, was zur Ermordung und Verschleppung der einheimischen Bevölkerung führte. Während der französischen Besetzung und der Koalitionskriege (1811 bis 1816) verloren die Niederlande einen großen Teil ihres Kolonialreiches an Großbritannien. In Indonesien dagegen bauten sie danach ihre Herrschaft aus. Zwischen etwa 1890 und 1910 wurde das Hinterland der bisherigen Stützpunkte als Kolonie organisiert und zuletzt 1908 Aceh erobert.
Nach der Vertreibung im Zweiten Weltkrieg versuchten die Niederlande nach der japanischen Niederlage vergeblich, Indonesien wieder zu besetzen (siehe Indonesischer Unabhängigkeitskrieg). Niederländisch-Neuguinea fiel 1962 an Indonesien. Surinam wurde erst 1975 unabhängig.
Das Königreich der Niederlande besteht seit 2010 aus vier gleichberechtigten Teilen: Aruba, Curaçao, Sint Maarten und dem niederländischen Kernland. Drei weitere Inselgebiete, Bonaire, Saba und Sint Eustatius, bilden „Besondere Gemeinden“.

### Österreich-Ungarn
Schon im 18. Jahrhundert gab es auch von der Habsburgermonarchie Versuche, Kolonien in Afrika (Maputo-Bucht) und Asien (Nikobaren) zu erwerben. Durch Druck der anderen Kolonialmächte und wegen der nur mangelhaft ausgerüsteten Österreichischen Marine mussten diese aber bald wieder aufgegeben werden. Im 19. Jahrhundert betrieb die k. u. k. Monarchie zwar keinen aktiven Kolonialismus mehr, zählten aber mit ihrer Balkanpolitik ebenfalls zu den imperialistischen Mächten. Legitimiert durch den Berliner Kongress besetzte sie 1878 gewaltsam Bosnien-Herzegowina, was 1908 zur Annexion Bosniens führte. Aus diesem Anlass wie auch zu späteren Zeitpunkten bis zum Beginn des Weltkrieges forderte vor allem Franz Conrad von Hötzendorf zusätzlich auch die Annexion Serbiens. Der Konflikt mit diesem Land führte 1905 zu einem Import-Boykott serbischer landwirtschaftlicher Erzeugnisse, was ca. 90 Prozent von dessen Exporten entsprach. Frankreich füllte in der Folge teilweise Serbiens Exportlücke.
1901 gelang es in der chinesischen Stadt Tientsin ein Konzessionsgebiet dauerhaft zu erwerben, das allerdings dann im Zuge des Ersten Weltkriegs wieder verloren ging.

## Spezielle Formen
- Kulturimperialismus
- Ökologischer Imperialismus
- Sozialimperialismus